# Timofiej Domanow
Timofiej Iwanowicz Domanow, ros. Тимофей Иванович Доманов (ur. w 1887 w stanicy Migulinskaja, zm. 16 stycznia 1947 w Moskwie) – rosyjski oficer wojsk kozackich, więzień stalinowski, organizator i dowódca kolaboracyjnych oddziałów kozackich (ataman marszowy) w składzie Kozackiego Stanu podczas II wojny światowej.

## Życiorys
W 1908 r. rozpoczął służbę wojskową w 12 pułku Kozaków Dońskich. Po wybuchu I wojny światowej trafił w sierpniu 1914 r. na front w stopniu wachmistrza. Za udział w walkach był odznaczony 4 Krzyżami Św. Jerzego i 4 Medalami Św. Jerzego. Po wybuchu rewolucji bolszewickiej opowiedział się po stronie białych. Latem 1918 r. został wybrany do rządu Kozaków Dońskich, a następnie walczył w ich szeregach. Był 2 razy ranny. Pod koniec 1919 r. stanął na czele Pułku Św. Jerzego. Podczas ewakuacji wojsk białych z Noworosyjska w 1920 r. był chory i trafił do bolszewickiej niewoli.
Do 1925 r. przebywał w łagrach OGPU na Wyspach Sołowieckich. W 1930 r. kilka razy był tymczasowo aresztowany. W latach 1934–1937 był osadzony w więzieniu w Jejsku. W 1940 r. został ponownie aresztowany i skazany przez Najwyższy Sąd ZSRR na karę śmierci, zamienioną ostatecznie na 10 lat łagrów. Zdołał uciec z obozu koło Rostowa, ukrywając się następnie u krewnych.
Po zajęciu tych obszarów przez wojska niemieckie podjął kolaborację z okupantem. W listopadzie 1942 r. zorganizował w stanicy Kamienskaja z rozkazu atamana marszowego Pawłowa ochotniczy oddział kozacki, zostając jego dowódcą. W marcu 1943 r. został członkiem sztabu atamana Pawłowa w stopniu esauła, a następnie objął funkcję szefa sztabu. Został odznaczony Żelaznym Krzyżem II klasy. Po śmierci Pawłowa w 1944 r., został 25 czerwca rozkazem atamana Piotra N. Krasnowa mianowany atamanem marszowym w stopniu pułkownika. Na pocz. lipca dowodził trzema pułkami kozackimi wchodzącymi w skład Kozackiego Stanu w walkach z Armią Czerwoną w rejonie miejscowości Lubcza – Jełudow na Białorusi. 10 sierpnia dostał Żelazny Krzyż I klasy. Następnie wycofał swoje wojska na obszar okupowanej Polski. Pod koniec sierpnia z rozkazu SS-Obergruppenführera Ericha von dem Bacha-Zelewskiego wysłał jeden pułk do Warszawy w celu tłumienia powstania warszawskiego. Resztę wojsk ewakuował koleją do północnych Włoch. Jesienią 1944 r. i na pocz. 1945 r. uczestniczyły one w niemieckich operacjach przeciwko włoskim partyzantom. Jednocześnie T. I. Domanow urządził życie społeczności kozackiej, organizując szkoły, szpitale, różne instytucje kulturalne itp. W listopadzie rozkazem atamana P. N. Krasnowa został awansowany do stopnia generała majora. W połowie kwietnia 1945 r. podporządkował kozacki stan Komitetowi Wyzwolenia Narodów Rosji. 6 maja poddał Kozaków wojskom brytyjskim.
29 maja został przekazany w Judenburgu wraz z pozostałymi oficerami kozackimi Sowietom. Został skazany przez Najwyższy Sąd ZSRR na karę śmierci, która została wykonana 16 stycznia 1947 r.